# Треті Вурманкаси
Треті Вурманка́си (рос. Третья Вурманкасы, чув. Вăрманкас Ямаш) — присілок у складі Цівільського району Чувашії, Росія. Входить до складу Першостепановського сільського поселення.
Населення — 89 осіб (2010; 106 у 2002).
Національний склад:
- чуваші — 100 %

Стара назва — Вурманкаси 3-і.